# Boutiquea platypetala
Boutiquea platypetala är en kirimojaväxtart som först beskrevs av Adolf Engler och Friedrich Ludwig Diels, och fick sitt nu gällande namn av Le Thomas. Boutiquea platypetala ingår i släktet Boutiquea och familjen kirimojaväxter. Inga underarter finns listade i Catalogue of Life.